# Mañagaha
La Isleta Mañagaha es un pequeño islote que se encuentra frente a la costa oeste de Saipán, en su laguna en las islas Marianas del Norte; territorio estadounidense en el Océano Pacífico. A pesar de que no tiene residentes permanentes, Mañagaha es popular entre los turistas de Saipán como destino de viaje para un día, debido a sus amplias playas de arena y una serie de actividades marinas que llevan a cabo, incluyendo el snorkel, parasailing y jet skiing.
También allí se sepultó al conocido jefe Aghurubw de las Islas Carolinas. 